# Beretta M1938

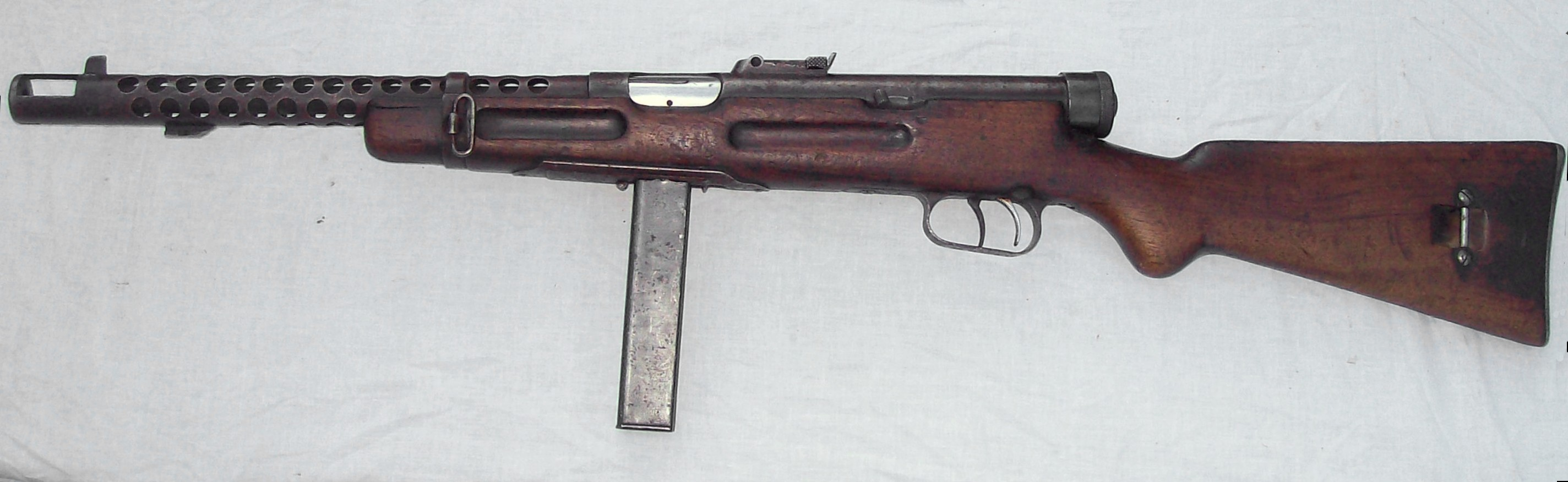
Beretta modell 1938A

Beretta modell 1938 var en italiensk kulsprutepistol, introducerad 1938 med kaliber 9 mm.
Beretta M 1938 var en vidareutveckling av Beretta modell 1918 som hade varit stilbildande för kulsprutepistolernas utveckling. Den nya modellen försågs med avtryckare, en för patronvis eld och en för automateld. Redan samma år med mycket små förändringar kom Beretta M 1938/A ut. Den var 94,5 cm lång och vägde 4,2 kilo. Kulsprutepistolen kunde utrustas med fyra olika magasintyper: för 10, 20, 30 eller 40 patroner. Pipan omgavs av en perforerad kylmantel. Beretta M 1938 var kvalitativt sett ett utmärkt vapen. Fram till 1944 då produktionen upphörde gjorde bra en mindre ändring av vapnet i det att manteln runt pipan började tillverkas i stålplåt.
Vapnet var dock ganska tungt och produktionen dyr. Den ersattes därför 1942 av en enklare modell som i flera avseenden skilde sig från M 1938, Beretta M 1938/A-1942. Pipan hade kortats med 20 cm och vapnet var 80 cm. långt. Den hade ett fast tändstift och pipan saknade mantel. Utgångshastigheten var 380 m/s.